# Michael Henke (Fußballspieler)
Michael Henke (* 27. April 1957 in Büren) ist ein ehemaliger deutscher Fußballspieler und derzeitiger -trainer. Öffentlich bekannt wurde Henke vor allem durch seine Funktion als langjähriger Trainerassistent Ottmar Hitzfelds bei Borussia Dortmund und beim FC Bayern München, für die Hitzfeld und Henke zahlreiche nationale und internationale Titel gewannen. Seit November 2024 ist er Co-Trainer bei Grasshoppers Zürich in der Schweiz.

## Karriere als Spieler
Henke spielte als Fußballer beim SV 21 Büren (1964–1975), dem 1. FC Paderborn (1975–1978), bei Teutonia Lippstadt (1978–1980), der SG Wattenscheid 09 (1980–1983) in der 2. Fußball-Bundesliga, dem TuS Paderborn Neuhaus (1983–1986) und zum Abschluss seiner Laufbahn von 1986 bis 1988 beim FC Gütersloh, wo er 1988 zudem für ein Jahr als Trainer arbeitete.
Parallel zu seiner Spielerlaufbahn belegte Henke an der Ruhr-Universität Bochum ein Lehramtsstudium in den Fächern Sport und Geographie. Nach dem Studium absolvierte er ein Lehramtsreferendariat, entschied sich anschließend jedoch für eine Karriere als Trainer und Assistenztrainer im Profifußball.

## Karriere als Trainer

### Borussia Dortmund und Bayern München
Ab 1989 arbeitete Henke bei Borussia Dortmund als Assistent von Horst Köppel (1989–1991), Ottmar Hitzfeld (1991–1997) und Nevio Scala (1997–1998) sowie von 1998 bis 2004 beim FC Bayern München als Co-Trainer von Ottmar Hitzfeld.

### 1. FC Kaiserslautern und 1. FC Saarbrücken
Am 1. Juli 2005 übernahm Henke beim 1. FC Kaiserslautern erstmals als Cheftrainer bei einem Bundesligisten Verantwortung. Bereits am 19. November 2005 wurde er nach einem schlechten Saisonstart freigestellt. Der Verein stand zu diesem Zeitpunkt mit neun Punkten aus 13 Spielen auf dem letzten Tabellenplatz. Den Abstieg der Pfälzer konnte auch sein Nachfolger Wolfgang Wolf nicht mehr verhindern. Für negative Schlagzeilen sorgte Henke beim Zweitrundenspiel im DFB-Pokal beim FC Rot-Weiß Erfurt, als er die Erfurter Spieler mit den Worten „Scheiß Ossis“ und „Ossipack“ beleidigte. Der 1. FC Kaiserslautern belegte ihn dafür mit einer Strafe von 10.000 Euro, die er an die Jugendabteilung der Erfurter zahlte.
Ab Juni 2006 war Henke Cheftrainer beim 1. FC Saarbrücken, wurde dort aber am 30. Oktober 2006 von seinem Amt als Trainer freigestellt. Er übernahm den Posten des Sportdirektors.

### Bayern München und 1. FC Köln
Am 31. Januar 2007 löste der 1. FC Saarbrücken den Vertrag auf seine Bitte hin auf, da er, nachdem der FC Bayern München Ottmar Hitzfeld als Nachfolger für Felix Magath verpflichten konnte, erneut unter seinem langjährigen Chef als Co-Trainer beim FC Bayern München arbeiten wollte. Dieser Tätigkeit ging er vom 1. Februar 2007 bis zum 30. Juni 2008 wieder nach. Sein Cheftrainer Hitzfeld wurde ab dem 1. Juli 2008 Trainer der Schweizer Nationalmannschaft. Nachdem Hitzfeld Henke ursprünglich als Assistenztrainer der Schweizer hatte einbinden wollen, entschied Hitzfeld sich jedoch gegen ihn, da er einen Französisch sprechenden Assistenten benötigte.
Daher nahm Henke am 1. Juli 2008 das Angebot des FC Bayern München an, unter dem neuen Trainer Jürgen Klinsmann als Chefanalytiker und Leiter der Spielbeobachtung zu arbeiten. Für diese Tätigkeit besaß er einen bis zum 30. Juni 2010 laufenden Vertrag.
Am 12. Juni 2009 verpflichtete der 1. FC Köln Henke als Co-Trainer von Zvonimir Soldo. Am 24. Oktober 2010 wurde er nach einem schlechten Saisonstart zusammen mit Soldo beurlaubt.

### Esteghlal Teheran
Am 16. Juli 2011 unterschrieb Henke einen Vertrag als Co-Trainer beim iranischen Rekordmeister Esteghlal Tehran. Laut der Nachrichtenagentur ISNA fungierte er auch als technischer Berater des Vereinspräsidenten Ali Fattollahzadeh. Am 15. März 2012 wurde er mit Esteghlal Pokalsieger. Ende Juni 2012 endete sein Vertrag.

### FC Ingolstadt 04
Zum 1. Februar 2013 wurde Henke Co-Trainer beim deutschen Zweitligisten FC Ingolstadt 04 unter Cheftrainer Tomas Oral. Er unterzeichnete einen bis Ende Juni 2014 laufenden Vertrag. Nach der Beurlaubung von Orals Nachfolger Marco Kurz am 30. September 2013 betreute Henke die Mannschaft als Interimstrainer und arbeitete danach als Assistent des Cheftrainers Ralph Hasenhüttl, mit dem er 2015 den Aufstieg in die Bundesliga erreichte. Als Hasenhüttl nach der Saison 2015/16 Ingolstadt in Richtung Leipzig verließ, gab Henke seine Co-Trainer-Position auf. Er blieb dem FC Ingolstadt jedoch als Mitarbeiter zum Ausbau internationaler Beziehungen erhalten. Nach der Freistellung von Markus Kauczinski übernahm Henke ab dem 8. November 2016 als Interimstrainer zunächst für einige Tage das Training der ersten Mannschaft während der Länderspielpause und kehrte anschließend als Co-Trainer von Maik Walpurgis ins Trainerteam zurück.

### Shanghai Shenhua
Nachdem Henke im Oktober 2017 aus seinem Amt beim FC Ingolstadt ausgeschieden war, gab er am 14. Januar 2018 bekannt, sich als Co-Trainer dem chinesischen Klub Shanghai Shenhua anzuschließen.

### FC Ingolstadt 04
Nach der Entlassung von Jens Keller wurde am 2. April 2019 Tomas Oral neuer Cheftrainer des FC Ingolstadt 04. Mit ihm kehrte auch Michael Henke als Co-Trainer zum Verein zurück. Nach der Rückkehr von Michael Henke und Tomas Oral ging es bergauf; gelang es noch, einen Relegationsplatz zu erreichen, musste man sich aber letztlich äußerst knapp dem SV Wehen-Wiesbaden in der Relegation geschlagen geben.
Nach dem Abstieg der Ingolstädter in die 3. Liga übernahm Henke den Posten des Sportdirektors bei den Schanzern.
In der ersten Saison nach dem Abstieg gelang den Ingolstädtern um ein Haar der sofortiger Wiederaufstieg (man scheiterte sprichwörtlich in letzter Minute in der Relegation gegen den 1. FC Nürnberg). In der Saison 2020/2021 stiegen die Schanzer unter Cheftrainer Oral und mit Michael Henke als Sportdirektor in die 2. Bundesliga auf (Sieg in der Relegation gegen den VfL Osnabrück im Mai 2021).

### Arminia Bielefeld
Am 20. April 2022 gab Arminia Bielefeld die Verpflichtung Henkes als Co-Trainer bekannt. In dieser Funktion unterstützte er bis Saisonende 2021/22 den Interimstrainer Marco Kostmann. Auch Kostmann und Henke konnten den Abstieg der Bielefelder aus der Bundesliga nicht mehr verhindern. Zur Saison 2022/23 wurde Henke der Co-Trainer des neuen Cheftrainers Uli Forte. Seit dieser nach vier Niederlagen aus den ersten vier Ligaspielen Mitte August 2022 freigestellt worden war, assistierte Henke seinem Nachfolger Daniel Scherning. Zu Beginn des Jahres 2023 schied Henke aus dem Trainerteam aus.

### Grasshoppers Zürich
Am 19. November 2024 kam es zur Wiedervereinigung mit Tomas Oral, als dieser nach der Trennung von Marco Schällibaum Cheftrainer beim Schweizer Klub Grasshoppers Zürich und Henke dabei als Assistent verpflichtet wurde.

## Karriere als Scout

### Aston Villa
Von August 2012 bis Januar 2013 war Henke beim englischen Erstligisten Aston Villa als Chefscout für Europa tätig.